# 齐齐哈尔市实验中学
齐齐哈尔市实验中学，曾名黑龙江省立齐齐哈尔中学、黑龙江省高级中学、黑龙江省实验中学、齐齐哈尔市第二十八中学等，是齐齐哈尔市的一所省直属重点中学，位于齐齐哈尔市建华区中华西路142号。1981年停招初中生，1982起成为高级中学。

## 概况
学校占地面积近13万平方米，建筑面积近5.3万平方米，拥有各类实验室8个，微机室、多媒体语音室5个。现有60~65个教学班，约3,600名学生，招生计划分为公费、国际班、特长生等。截止2022年2月，齐齐哈尔市实验中学共有有教职工259人。学校现任校长兼党委书记为刘宇忠。
校训为“博学、静思、笃行、志远”，校歌为《新星升起的地方》，校花为丁香花。

## 校史
齐齐哈尔市实验中学首任校长王清正。
在文化大革命期间校名易为齐齐哈尔市第二十八中学。1961年被评为全国教育战线百面红旗单位，1978年恢夏原名，被评为黑龙江省首批重点中学。1981年停收初中学生，1982年起正式成为高级中学。

## 校园文化
学校每年举办一次运动会，每十年举办一次校庆。2020年为70年校庆，受到COVID-19中国大陆疫情影响，2020年运动会暂停，校庆改为线上直播方式。

## 杰出校友
- 数学家堵丁柱[2]
- 中国载人航天工程副总设计师张柏楠[2]
- 明星张翰[9]